# Дроттнінгхольмський союзний договір (1791)
Дроттнінгхольмський союзний договір або Російсько-шведський союзний договір — союзний договір, підписаний 19 жовтня 1791 року в місті Дроттнінгхольм між Російською імперією та Королівством Швецією, який створив союз між цими державами. Уповноважені особи від Росії — Штакельберг, Швеції — Вахтмейстер, Таубе, Армфельд, Франк і Гаконсен.
Даний договір став першою спробою створити коаліцію європейських держав проти революційної Франції. Незабаром після укладення Верельського мирного договору 1790 року відбулося зближення між Швецією і Росією. У зв'язку з початком у Франції революції шведський король Густав III прагнув утворити коаліцію проти Франції та придбати для цієї мети союзника в особі російської імператриці. Катерина II, зайнята війною з Османською Портою, підтримувала ці наміри Густава III, розраховуючи відвернути Швецію від ворожих дій проти Росії і скористатися шведськими силами для боротьби з Французькою революцією.
Згідно з Дроттнінгхольмським союзним договором Росія та Швеція підтверджували умови Верельського миру і гарантували володіння один одного, причому Швеція гарантувала російські завоювання з незавершеною війною із Портою. Обидві сторони зобов'язалися надалі діяти у всіх питаннях в повній згоді й обіцяли в разі необхідності надати збройну допомогу одна одній. При цьому Швеція повинна була виставити 10 тисяч піхоти й кінноти, а також ескадру з 6 лінійних кораблів і 2 фрегатів, а Росія 16 тисяч піхотою та кіннотою та ескадру з 9 лінійних кораблів і 3 фрегатів. У разі потреби ця кількість може бути збільшена за взаємною згодою. Термін дії Дроттнінгхольмського союзного договору встановлювався на 8 років.
Росія і Швеція розраховували залучити до антифранцузьких союзу Австрію і Пруссію, але вбивство Густава III спричинило зміну франко-шведських відносин, і Дроттнінгхольмський союзний договір залишився нездійсненим.

## Основні пункти договору
- Підтвердження Верельського миру 1790 року і бажання сторін зміцнювати і розвивати його.
- Швеція гарантує Росії завоювання останньої в незакінченої ще війні із турками.
- Зобов'язання сторін надалі діяти у всіх питаннях в точній згоді один з одним.
- Сторони обіцяють одна одній добрі послуги, а в разі необхідності — і збройну допомогу.
- У разі casus foederis Швеція допоможе Росії 8000 піхотою. 2000 кіннотою, 6 лінійними кораблями і 2 фрегатами, а Росія Швеції — 12 000 піхоти, 4000 кінноти, 9 лінійних кораблів і 3 фрегати.
- Зобов'язання не укладати сепаратного миру.
- Визначення терміну договору у 8 років.